# Śliwice Śląskie
Śliwice Śląskie (bij opening: Schleibitz) was een spoorweghalte in de Poolse plaats Śliwice. De halte lag aan spoorlijn 259 Otmuchów - Dziewiętlice. In de herfst van 1894 werd de halte geopend voor reizigersvervoer onder de naam Schleibitz.